# 明乔河畔瓦莱焦
明乔河畔瓦莱焦（義大利語：Valeggio sul Mincio），是意大利威尼托大区维罗纳省的一个市镇。总面积63.98平方公里，人口14175人，人口密度221.6人/平方公里（2009年）。国家统计（ISTAT）代码为023089。

## 友好城市
- 德国伊兴豪森
- 奥地利蒂羅爾州聖約翰